# Pote Sarasin

Pote Sarasin

Pote Sarasin (Thai: พจน์ สารสิน, RTGS: Phot Sarasin, Aussprache: [pʰót saːrásǐn]; * 25. März 1905 in Bangkok; † 28. September 2000 ebenda) war ein thailändischer Diplomat und Politiker. Er war von September bis Dezember 1957 Premierminister von Thailand und von 1957 bis 1963 erster Generalsekretär der SEATO.

## Biografie
Pote Sarasin stammt aus einer alten Familie von Kaufleuten und Grundbesitzern. Sein Vater war der Arzt und Reishändler Phraya Sarasin Swamipakdi (Tian Hi), seine Mutter Khunying Suhn Sarasin. Pote erhielt seine Ausbildung an der Wilbraham Academy im US-Bundesstaat Massachusetts. Nachdem er nach Thailand zurückgekehrt war, studierte er das Rechtswesen des Landes und erhielt die Zulassung zur thailändischen Anwaltskammer im Jahre 1929. Anschließend setzte er seine Studien an der Rechtsschule der englischen Anwaltskammer Middle Temple fort und erhielt die Zulassung als Barrister. Nach seiner Rückkehr nach Thailand praktizierte er von 1933 bis 1945 als Anwalt in Bangkok.
Pote war mit Siri Sarasin verheiratet, die vom König den Titel Khun Ying verliehen bekam. Sie hatten drei Söhne, die sich alle auch politisch betätigten: Pong Sarasin (* 1927) wurde Parlamentsabgeordneter für die Soziale Aktionspartei und zweimal Stellvertretender Ministerpräsident (unter Prem Tinsulanonda und Chatichai Choonhavan); Pao Sarasin (1929–2013) wurde Polizeigeneral und nationaler Chef der Polizei sowie Stellvertretender Ministerpräsident und Innenminister unter Anand Panyarachun; Arsa Sarasin (* 1936) wurde Diplomat, Außenminister und Privatsekretär von König Bhumibol Adulyadej.
Seine politische Karriere begann Pote 1947 als Senator, 1948 wurde er zum stellvertretenden Außenminister ernannt. 1949 übernahm er schließlich das Außenministerium. Anders als der Ministerpräsident Plaek Phibunsongkhram lehnte Pote die Anerkennung des US-gestützten Regimes von Bảo Đại in Vietnam ab, weil er bezweifelte, dass dieser genügend Unterstützung in der Bevölkerung hatte und befürchtete, dass die Anerkennung sich negativ auf künftige thailändisch-vietnamesische Beziehungen auswirken könnte. Als der Premier sich über seinen Widerstand hinwegsetzte, trat Pote am 1. März 1950 aus Prinzip zurück. Von 1952 bis 1957 war Pote Botschafter Thailands in den USA und bis 1955 zugleich Ständiger Vertreter des Landes bei den Vereinten Nationen (UN).
Im Juli 1957 wurde Pote zum ersten Generalsekretär der neugegründeten SEATO gewählt. Kaum dass er das Amt angetreten hatte, wurde er aber am 21. September 1957 zum Premierminister von Thailand ernannt, nachdem Feldmarschall Sarit Thanarat mittels eines Staatsstreichs die Regierung von Phibunsongkhram gestürzt hatte. Seine Hauptaufgabe lag in der Vorbereitung der kommenden Parlamentswahlen. Die Ernennung Potes stieß auf große Zustimmung vonseiten der US-Regierung, zu der er ein sehr gutes Verhältnis hatte.
Nachdem die Wahlen im Dezember 1957 – anders als die vorangegangenen weitgehend frei und fair – abgehalten worden waren und die Regierungspartei eine Mehrheit weit verfehlt hatte, trat er als Regierungschef zurück. Sein Nachfolger wurde General Thanom Kittikachorn. Anschließend kehrte er auf seinen Posten als Generalsekretär der SEATO zurück, den er bis zum 13. Dezember 1963 behielt.
Am 9. Dezember 1963 ernannte ihn Premierminister Thanom Kittikachorn zum Minister für nationale Entwicklung. Nach einer Kabinettsumbildung war er zuletzt als Nachfolger von Sunthorn Hongladarom vom 10. Februar 1968 bis zum 7. März 1969 Wirtschaftsminister.
Im anschließenden Kabinett von Premierminister Thanom war er vom 7. März 1969 bis zum 17. November 1971 wiederum Minister für nationale Entwicklung. Nach dem anschließenden Staatsstreich Thanoms, in dem dieser die Verfassung außer Kraft setzte, war Pote Sarasin von 1971 bis 1972 Direktor für Wirtschaft, Finanzen und Industrie im Nationalen Exekutivrat.
Pote Sarasin starb am 28. September 2000 im Alter von 95 Jahren in Bangkok.